# Mat åt far
Mat åt far var en hiphop-grupp från Uppsala, som bildades 1995 och upplöstes 2006.
Efter att inledningsvis spelat mycket live, avbröts detta 2001 och man började istället med inspelning av album.
Alla medlemmar i Mat åt far är dock aktiva musiker idag fast då som soloartister och i andra konstellationer. Till exempel Dödfödd under projektnamn som Minneslunden och Format som medlem i gruppen Löstfolk.

## Medlemmar
- Dödfödd (Albert Gustavsson)
- Format
- DJ Mat

## Diskografi
- 2001 – Jämna plågor (ÄktaBra Produktioner/Border Music.)
- 2004 – Bam! (Von underetikett till Moder Jords Massivas bolag Flora & Fauna/Border Music)

## Kollaborationsartister
Henrik Von Euler (Rigas/Rigas den Andre/Fnojan/Phno) Floura Fauna rec. Daniel Wallenberg (Dj Ingen) Äkta bra / Madrasell / Gotama records. Sebastian Tarazona - (Dj Mat's lillebror Lil' Zeb) Fille (Fille Från Hip Hop gruppen Ison & Fille), Änch och Mäch (Gatlyktsmusik), Karin Lannerstam (Curly K) med flera.
Artistnamn inom parentes.